# فدراسیون سلطنتی دو و میدانی هلند
فدراسیون سلطنتی دو و میدانی هلند (انگلیسی: Royal Dutch Athletics Federation) سازمان اداره کننده ورزش دو و میدانی در کشور هلند است.
این فدراسیون که در سال ۱۹۰۱ تاسیس شده مقر آن در شهر آرنهم قرار دارد. 